# John Edwards Holbrook

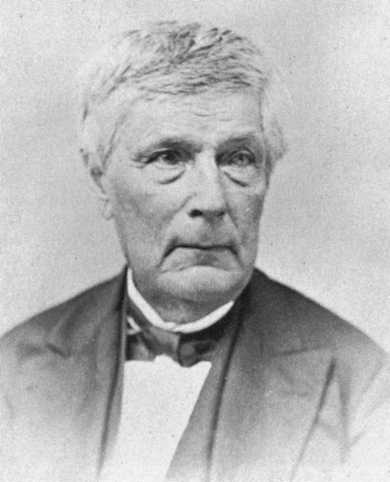
John Edwards Holbrook, etwa 1865

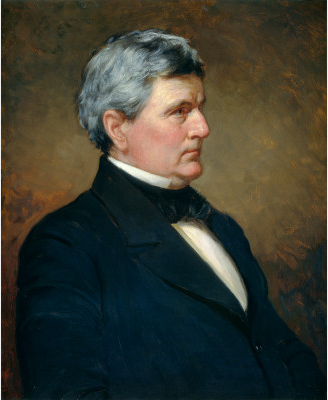
John Edwards Holbrook, Gemälde von Daniel Huntington, 1857

John Edwards Holbrook (* 30. Dezember 1794 in Beaufort, South Carolina; † 8. September 1871 in Norfolk, Massachusetts) war ein US-amerikanischer Arzt und Zoologe. Er ist vor allem für seine Beiträge zur Herpetologie Nordamerikas bekannt. Sein Autorenkürzel lautet Holbrook.

## Leben
Betreffend Holbrooks Geburtsdatum gibt es unterschiedliche Angaben: 31. Dezember 1794, 1795, 30. Dezember 1796, 31. Dezember 1796. Am häufigsten findet sich in der Literatur aber der 30. Dezember 1794.
Holbrook wuchs in Wrentham, Massachusetts, dem Heimatort seines Vaters auf und erwarb 1815 an der Brown University einen Bachelor und 1818 an der University of Pennsylvania einen M.D. als Abschluss des Medizinstudiums. Er praktizierte kurz in Boston, bereiste dann aber Europa, um in London und Edinburgh seine medizinische Ausbildung fortzusetzen und in England, Frankreich und Deutschland naturwissenschaftliche Studien zu betreiben. Am Jardin des Plantes studierte er Herpetologie bei André Duméril und Gabriel Bibron und Ichthyologie bei Georges Cuvier und Achille Valenciennes.
1822 kehrte Holbrook in die Vereinigten Staaten zurück und ließ sich in Charleston, South Carolina, nieder, wo er an der Gründung des South Carolina Medical College (heute Medical University of South Carolina) beteiligt war und 1824 die Professur für Anatomie übernahm, eine Stellung, die er etwa 30 Jahre innehatte. Gleichzeitig führte er eine erfolgreiche Arztpraxis am Ort, zeigte aber eine Abneigung gegen eigene Tätigkeit auf den Gebieten der Geburtshilfe und Chirurgie. In seinem Haushalt und auf seiner Plantage lebten mehr als 30 Sklaven. Holbrook pflegte eine enge Freundschaft mit Louis Agassiz.
Holbrooks wichtigstes Werk war North American Herpetology, das zunächst ab 1836 und 1840 in vier Bänden und ab 1842 in zweiter Auflage in fünf reich illustrierten Bänden erschien. Zu den insgesamt 17 Illustratoren gehörten der Italiener J. Sera, John H. Richard und Maria Martin, die auch an der Illustration von John James Audubons Werk Birds of America beteiligt war. Als eines der ersten naturgeschichtlichen Werke erschien North American Herpetology mit  Lithografien, die Lucy Say kolorierte. Weitere Werke Holbrroks waren American Herpetology (1835), Southern Ichthyology (1847) und Ichthyology of South Carolina (1855 und 1860).
Nach der Veröffentlichung von North American Herpetology bereiste Holbrook mit seiner Frau erneut Europa, wo er zahlreiche seiner früheren Wegbegleiter traf.
Während des Sezessionskriegs diente Holbrook als Militärarzt in der Confederate States Army und als Prüfer für Ärzte und Chirurgen in South Carolina. In den Wirren des Krieges verlor er neben seinen materiellen Reichtümern auch seine Sammlung zoologischer Präparate und seine wissenschaftliche Bibliothek.
1839 wurde Holbrook in die American Philosophical Society, 1845 in die American Academy of Arts and Sciences und 1868 als erster Südstaatler in die National Academy of Sciences gewählt.
Holbrook war seit 1827 mit Harriott Pinckney Rutledge verheiratet, der Tochter eines prominenten Plantagenbesitzers, einer Enkelin von John Rutledge, Präsident von South Carolina und einer der Unterzeichner der Verfassung der Vereinigten Staaten, und Großnichte von Edward Rutledge, Gouverneur von South Carolina und einer der Unterzeichner der Unabhängigkeitserklärung der Vereinigten Staaten. Holbrooks Ehe blieb kinderlos. Nach dem Tod seiner Frau 1863 lebte er bei Verwandten in Massachusetts. Er starb im Haus seiner Schwester in Norfolk, Massachusetts, an den Folgen eines Schlaganfalls. Sein Grab befindet sich auf dem Magnolia Cemetery in Charleston.
Nach Holbrook sind der Östliche Moskitofisch (Gambusia holbrooki), die Gefleckte Kettennatter (Lampropeltis holbrooki), der Östliche Schaufelfuß (Scaphiopus holbrookii), Diplodus holbrookii (eine Meerbrasse) und die Gattung der Holbrookia (Taubleguane) benannt. Obsolete Taxa sind die Rotwangen-Schmuckschildkröte (Trachemys holbrooki, heute Trachemys scripta elegans), Pomotis holbrooki (heute eine Lepomis-Art der Sonnenbarsche), Alutera holbrooki, Echeneis holbrooki (heute Echeneis naucrates), Acipenser holbrookii (heute der Atlantische Stör, Acipenser oxyrinchus), Ophidion holbrooki (heute Ophidion barbatum).